# ヨウ化ウラン(III)
ヨウ化ウラン(III)または三ヨウ化ウランはウランとヨウ素の化合物であり、化学式 UI3 で表される。

## 生成
ヨウ化ウランはウランとヨウ素を直接反応させることで生成する。
{\displaystyle {\ce {2U\ + 3 I2 -> 2UI3}}}

## 性質
ヨウ化ウランは黒色の固体で融点は766 ℃である.。斜方晶で空間群 Ccmm に属し、格子定数は a = 432.8 pm、b = 1401.1 pm、 c = 1000.5 pm である。単位胞あたりの化学単位は4である。ヨウ化ウランはルイス酸として作用し、穏やかな条件におけるディールス・アルダー反応の触媒として用いられる。